# Esteganografia
L'esteganografia és l'art i la ciència d'escriure missatges ocults de tal manera que només en conegui l'existència el destinatari previst; a diferència de la criptografia, en què l'existència del missatge per ell mateix no s'oculta, però el contingut és amagat.

## Història
La paraula "steganografia" té origen grec i vol dir "escrit ocult o tapat". Els seus orígens es remunten a l'any 440 aC. L'historiador Heròdot va mencionar dos exemples d'esteganografia a les seves Històries. Demeratus va escriure un missatge per alertar d'un possible atac a Grècia, escrivint-lo en una tauleta de fusta i la va cobrir de cera. Les tauletes de cera s'utilitzaven com a superfície d'escriptura reutilitzable. Un altre exemple de l'ús de l'esteganografia el trobem en Histiaeus, que rapava el cap dels seus esclaus més fidels i els tatuava un missatge. Quan el cabell els creixia, el missatge quedava ocult. El propòsit d'aquests missatges fou instigar una revolta contra els perses.
Més tard, Johannes Trithemius va escriure Steganographia, un tractat de criptografia i esteganografia disfressat de llibre de màgia negra.
Al segle XVI Giovanni Battista della Porta descobrí que escrivint amb tinta feta de 30 grams de sulfat de liti i alumini hidratat sobre la closca d'un ou podia registrar un missatge solament visible si es trencava la closca.
En la segona guerra mundial, s'usaven molt els "microfilms". Consistia en microfilmar un missatge i reduir-lo fins a l'extrem d'un punt, de forma que podia passar com un signe de puntuació d'un caràcter dins d'un altre text. Per exemple, el punt d'una "i" podia ser en realitat un microfilm amb un missatge. Un cop rebut el missatge amb el microfilm, s'ampliava el microfilm projectant-lo amb una llum a una superfície blanca per a poder fer llegible el missatge vertader.

## Funcionament

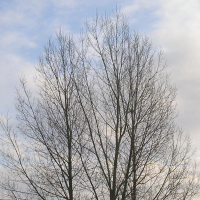
Imatge d'un arbre amb una imatge oculta mitjançant esteganografia. La imatge oculta es revela traient tots els bits de cada component de color excepte els dos menys significatius i una posterior normalització. La imatge oculta es mostra sota.

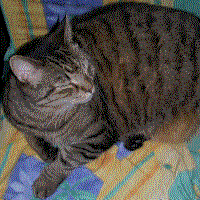
Imatge d'un gat extreta de la imatge de l'arbre de dalt.

Normalment, un missatge esteganogràfic aparentarà ser una altra cosa: una fotografia, un article, una llista d'anar a comprar, o algun altre missatge. Aquest missatge aparent és el text tapadora. Per exemple, un missatge es podria ocultar fent servir tinta invisible entre les línies visibles d'un document inofensiu.
L'esteganografia utilitzada en les comunicacions electròniques inclou codificacions esteganogràfiques en la capa de transport, com per exemple en un fitxer MP3, o en un protocol com UDP.
Un missatge esteganogràfic (el text clar) sovint s'encripta primer per mètodes tradicionals, i després el text tapadora es modifica en certa manera per contenir el missatge encriptat (text xifrat), resultant en un text esteganogràfic. Per exemple, la mida de lletra, l'espaiat, l'estil o altres característiques del text tapadora es poden manipular per dur el missatge ocult. Només el destinatari (que ha de conèixer la tècnica usada) pot recuperar el missatge i desxifrar-lo. Se sap que Francis Bacon va suggerir aquesta tècnica per ocultar missatges (Xifratge de Bacon).
L'avantatge de l'esteganografia sobre la criptografia sola és que els missatges no atreuen l'atenció a si mateixos, als missatgers, o als destinataris. Un missatge codificat no ocult generarà sospites per molt robust que sigui el mètode criptogràfic i pot resultar incriminatori per si mateix, ja que en alguns països l'encriptació és il·legal. En canvi el defecte més important és que, si es descobreix el missatge, el significat resulta transparent, per això habitualment s'utilitza juntament amb la criptografia.

## Estegoanàlisi

### Algorismes estegoanalítics
Els algorismes estegoanalítics es poden catalogar en diferents maneres, destacant: segons la informació disponible i segons la finalitat buscada.

#### Segons la informació disponible
Existeix la possibilitat de catalogar aquests algorismes en funció de la informació que ostenti el estegoanalista quant a missatges en clar i xifrats. Es tracta d'una tècnica similar a la criptografia, no obstant això, posseeixen diverses diferències:
- Chosen stego attack: el estegoanalista percep el estego objecte final i l'algorisme estenogràfic empleat.
- Known cover attack: el estegoanalista comprèn l'objecte conductor inicial i el estego objecte final.
- Known stego attack: el estegoanalista coneix l'objecte portador inicial i el estego objecte final, a més de l'algorisme usat.
- Stego only attack: el estegoanalista percep exclusivament el estego objecte.
- Chosen message attack: el estegoanalista, arran d'un missatge seleccionat per ell, origina un estego objecte.
- Known message attack: el estegoanalista posseeix el estego objecte i el missatge encobert, el qual és conegut per aquest.

#### Segons la finalitat buscada
El propòsit primordial de la esteganografia és transferir informació de manera inadvertida, no obstant això, és possible que un atacant ostenti dues pretensions diferents:
- Estegoanàlisi passiu: no efectua alteracions en el estego objecte, per tant, examina dita estego objecte amb la finalitat d'establir si trasllada informació encoberta i recobra el missatge amagat, la clau empleada o els dos.
- Estegoanàlisi actiu: varia el estego objecte inicial, per consegüent, pretén reprimir el trasllat d'informació, si existeix.